# Aleks Marić
Aleksandar Marić, detto Aleks (in serbo Алекс Марић?; Sydney, 22 ottobre 1984), è un allenatore di pallacanestro ed ex cestista australiano con cittadinanza serba.

## Carriera
Con l'Australia ha disputato i Campionati mondiali del 2010, i Campionati oceaniani del 2011 e i Giochi olimpici di Londra 2012.

## Statistiche

### College
| Anno      | Squadra              | PG  | PT | MP   | TC%  | 3P%  | TL%  | RP   | AP  | PRP | SP  | PP   |
| --------- | -------------------- | --- | -- | ---- | ---- | ---- | ---- | ---- | --- | --- | --- | ---- |
| 2004-2005 | Nebraska Cornhuskers | 27  | 10 | 20,8 | 47,9 | 0,0  | 71,6 | 6,3  | 0,5 | 0,5 | 0,6 | 8,0  |
| 2005-2006 | Nebraska Cornhuskers | 31  | 26 | 25,3 | 47,2 | -    | 61,1 | 8,1  | 1,2 | 0,8 | 1,3 | 10,9 |
| 2006-2007 | Nebraska Cornhuskers | 30  | 30 | 28,8 | 56,5 | 30,0 | 68,1 | 8,7  | 0,8 | 0,5 | 1,1 | 18,5 |
| 2007-2008 | Nebraska Cornhuskers | 33  | 33 | 29,3 | 57,5 | 16,7 | 65,7 | 10,2 | 1,9 | 1,3 | 1,7 | 15,7 |
| Carriera  | Carriera             | 121 | 99 | 26,3 | 53,4 | 22,2 | 66,0 | 8,4  | 1,1 | 0,8 | 1,2 | 13,5 |

### Eurolega
| Anno       | Squadra          | PG | PT | MP   | TC%  | 3P% | TL%  | RP  | AP  | PRP | SP  | PP   |
| ---------- | ---------------- | -- | -- | ---- | ---- | --- | ---- | --- | --- | --- | --- | ---- |
| 2009-2010  | Partizan         | 18 | 9  | 25,5 | 60,7 | 0,0 | 64,8 | 8,4 | 1,2 | 1,2 | 0,6 | 14,6 |
| 2010-2011† | Panathīnaïkos    | 8  | 0  | 7,6  | 55,6 | -   | 66,7 | 3,5 | 0,0 | 0,6 | 0,4 | 3,5  |
| 2011-2012  | Panathīnaïkos    | 22 | 9  | 7,1  | 67,3 | -   | 56,0 | 2,5 | 0,1 | 0,5 | 0,1 | 3,6  |
| 2013-2014  | Lokomotiv Kuban' | 23 | 10 | 17,2 | 60,2 | -   | 58,8 | 3,6 | 1,0 | 0,8 | 0,6 | 6,1  |
| 2014-2015  | Maccabi Tel Aviv | 8  | 2  | 8,8  | 57,1 | -   | 100  | 2,2 | 0,5 | 0,1 | 0,4 | 2,2  |
| 2014-2015  | Galatasaray      | 7  | 2  | 10,0 | 38,5 | -   | 50,0 | 2,9 | 0,7 | 0,1 | 0,0 | 1,7  |
| Carriera   | Carriera         | 86 | 32 | 14,1 | 60,3 | 0,0 | 62,5 | 4,1 | 0,7 | 0,7 | 0,4 | 6,3  |

## Palmarès

### Squadra
- Campionato serbo: 1

Partizan Belgrado: 2009-10
- Campionato greco: 1

Panathinaikos: 2010-11
- Coppa di Serbia: 1

Partizan Belgrado: 2010
- Coppa di Grecia: 1

Panathinaikos:	2011-12
- Coppa del Montenegro: 1

Budućnost: 2016
- Eurolega: 1

Panathinaikos: 2010-11
- Eurocup: 1

Lokomotiv Kuban: 2012-13
- Lega Adriatica: 1

Partizan Belgrado: 2009-10

### Individuale
- All-Euroleague First Team: 1

Partizan Belgrado: 2009-10
- MVP Coppa di Serba: 1

Partizan Belgrado: 2010